# Рисовый (посёлок)
Ри́совый — посёлок в Славянском районе Краснодарского края.
Административный центр Рисового сельского поселения.

## Социальная сфера
ДОУ 28
СОШ 56
сельский Дом культуры Рисовый
Библиотека
отделение Сбербанка
отделение Почтовой связи
Врачебная амбулатория
4 магазина

## География

### Улицы
| - пер. Вишнёвый, - пер. Озёрный, - пер. Садовый, - ул. Безымянная, - ул. Зелёная, - ул. Казачья, - ул. Ленина, | - ул. Мира, - ул. Набережная, - ул. Октябрьская, - ул. Первомайская, - ул. Петровская, - ул. Раздольная, - ул. Степная. |

## Население
| 2002  | 2010  | 2012  | 2013  | 2014  | 2015  | 2016  |
| ----- | ----- | ----- | ----- | ----- | ----- | ----- |
| 1679  | ↗1728 | ↗1734 | ↗1740 | ↗1743 | ↗1760 | ↗1773 |
| 2017  | 2018  | 2019  | 2020  | 2021  | 2023  |       |
| ↘1745 | ↗1777 | ↘1764 | ↗1773 | ↘1764 | ↘1739 |       |